# Skałbania (wąwóz)
Skałbania – wąwóz w Ojcowskim Parku Narodowym (OPN). Stanowi północno-zachodnie i północne ograniczenie Góry Rusztowej. Ma ujście w tym samym miejscu co wąwóz Jamki. Obydwa te wąwozy po połączeniu z sobą tworzą Wąwóz za Krakowską Bramą.
Zbocza wąwozu Skałbania porasta las świerkowo-jodłowy. Kilkaset metrów powyżej wylotu wąwozu jest w nim grupa skał o nazwie Dziurawiec Górny, a u ich podstawy Jaskinia za Krakowską Bramą. Dawniej wąwozem Skałbania biegła ścieżka z Ojcowa do Murowni (część wsi Biały Kościół), obecnie wąwóz znajduje się na obszarze ochrony ścisłej OPN i nie prowadzi nim żaden szlak turystyczny.